# Literatura de Austria
La literatura austríaca es la literatura escrita en Austria que, en su mayoría, pero no exclusivamente, es escrita en idioma alemán. Algunos académicos establecen que la literatura de Austria en sentido estricto se inició en el año 1803, cuando Francisco I disolvió el Sacro Imperio Romano Germánico y estableció el Imperio austríaco; sin embargo, una definición más liberal incorpora todos los trabajos literarios escritos en el territorio de la actual Austria, especialmente cuando se trata de autores que escribieron en alemán. Así, la Historia de la literatura austríaca, publicada en siete volúmenes por los editores Herbert Zeman y Fritz Peter Knapp, fue titulada Historia de la Literatura en Austria. La literatura austríaca debe ser considerada en conexión con la literatura alemana en general y la línea fronteriza entre la literatura propiamente alemana y la austriaca es difusa, debido a un intercambio cultural rico y complejo.
Este artículo pretende proveer algunas definiciones que, en conjunto, podrán proveer una mejor compresión de los autores y de la literatura en Austria y sus predecesores territoriales.

## Origen y antecedentes

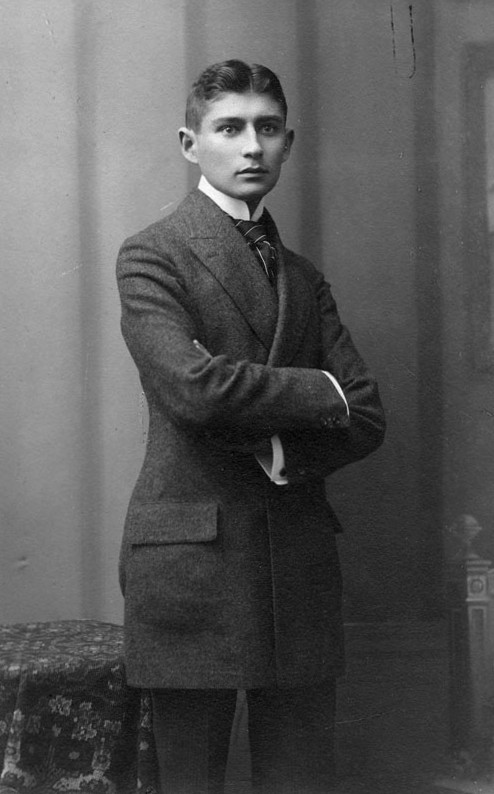
Fotografía de Franz Kafka (1906).

Existen y han existido muchos intentos para desarrollar una definición completa de la literatura austríaca. Se ha podido determinar que existen ciertas diferencias y motivos distintivos comunes en esta literatura que la alejan de otras tradiciones literarias.
La literatura austríaca puede ser clasificada en dos divisiones principales: el período hasta mediados del siglo XX y el período posterior, en el cual los imperios austro-húngaro y alemán habían desaparecido. Austria pasó de ser una potencia europea principal a un pequeño país. Además, existe un conjunto de obras literarias que algunos considerarían austríaco, pero que no está escrito en alemán.
Como complemento a su condición de tierra de artistas, Austria es un país donde han vivido grandes poetas, escritores y noveles y donde han creado sus obras literarias. Austria dio al mundo a novelistas y escritores de novelas cortas, tales como Adalbert Stifter, Arthur Schnitzler, Franz Werfel, Stefan Zweig, Franz Kafka, Fritz Hochwälder, Thomas Bernhard, Joseph Roth o Robert Musil y de poetas como Georg Trakl, Rose Ausländer, Franz Grillparzer, Rainer Maria Rilke o Paul Celan. Entre los dramaturgos y novelistas contemporáneos famosos se encuentran Elfriede Jelinek y Peter Handke, mientras que Robert Menasse y Karl-Markus Gauß son reconocidos ensayistas.

## La búsqueda de una definición
El principal problema de definir un desarrollo dinámico puede ser que cualquier definición no esté a la altura de las diversas corrientes que dan lugar a un cierto tipo de literatura. A lo largo de los años, han existido muchos tipos de enfoques, pero la mayoría de ellos ha sido criticado por tener un sesgo cultural, ideológico o político. La literatura austríaca se desarrolló a partir de una simbiosis de las diferentes tradiciones y lenguas regionales. 
En la Edad Media, era una zona homogénea a lo largo del río Danubio, desde Baviera a los territorios orientales. Los viajeros y los bardos se trasladaron a lo largo de esta ruta, trayendo con ellos nuevas influencias. Al mismo tiempo, los Alpes tenía sus pequeños valles que eran prácticamente inaccesibles, por lo que desarrollaron su propia cultura regional. La importancia de este hecho radica en que siguió siendo una característica a lo largo de los siglos. De otra parte, hubo escritores estrictamente circunscritos a la tradición de una región, lengua o cultura; mientras que existía una continua influencia entre sus escritos y pensamientos. 
Por tanto, la monarquía multiétnica Habsburgo, el Imperio austríaco y, finalmente, el Imperio austrohúngaro no debían ser reducidos a las partes alemanas del imperio. Existían grandes minorías étnicas o religiosas en casi todas las capitales regionales, como Praga, Budapest o Viena, que formaban microcosmos con sus propias tradiciones y características.
Un buen ejemplo de ello puede ser Franz Kafka, quien en algunos de sus escritos se declaraba a sí mismo "alemán", lo que estaba más en relación con la minoría étnica que vivía en Praga que como una declaración para otra parte del imperio. Entonces quizás fue un "escritor germanohablante, judío secular, nacido en Praga, austro-húngaro y austro-checo", una definición que muestra claramente las dificultades que deben enfrentarse. 
Aparte de las diferencias nacionales entre las provincias, había también diferentes regiones que influenciaron el estilo de escritura. Hubo regiones alpinas con sus tradiciones distintivas, los bosques profundos, las regiones costeras en torno a Trieste (en la actualidad, parte de Italia y Eslovenia) y las islas croatas, que sirvieron como el equivalente austro-húngaro a la Costa Azul francesa, un centro para escritores, pintores y otros artistas.

## Historia

### Antigüedad
Si se habla de "literatura del actual territorio austríaco", se debe señalar que han existido algunos escritos en tiempos antiguos, sobre todo en latín y en hebreo, mientras que casi no sobrevivieron textos celtas. Algunos estudiosos mencionan que el emperador romano Marco Aurelio vivió varios años en Carnuntum y Viena y que escribió la mayor parte de sus Meditaciones allí.
La cultura celta representa un sustrato también en la cultura popular austríaca y, por tanto, en su literatura. Los mitos y leyendas celtas son vistos como el punto de inicio de muchos personajes de los cuentos de hadas y de las leyendas populares, así como fuentes de temas literarios en la época medieval.
Dado que la mayor parte de la literatura austríaca ha sido escrita en alemán, usualmente se fija su inicio con la llegada de las tribus bávaras que trajeron el idioma con ellas que, más tarde, se convirtió en alemán.

### Edad Media

#### Alta Edad Media (c. 750-1170)
Antes y durante la Alta Edad Media, la poesía fue difundida verbalmente la mayor parte del tiempo. Debido a este motivo, se ha perdido casi completamente: los textos conservados están limitados a los escritos en monasterios. Los materiales de escritura eran caros y su producción, difícil. Por tanto, casi exclusivamente solo los trabajos de valor fueron puestos por escrito (por ejemplo, las leyes tribales germánicas); sin embargo, diferentes fuentes sugieren que también existieron registros históricos aristocráticos (como Heldenlieder), folklore lírico (bailes, canciones de amor, hechizos). Solo por accidente fueron preservados textos individuales en los monasterios. Ejemplos de estos casos son los Merseburger Zaubersprüche, dos hechizos germánicos que fueron las únicas pruebas escritas de la religión pagana en las tierras de habla alemana. El "Hildebrandslied" es importante como comprobante de la literatura épica germánica.
Los primeros textos alemanes fueron escritos para traducir libros religiosos en latín alrededor de 750. Las comunidades benedictinas en Melk y Salzburgo estuvieron realizando notables actividades literarias y religiosas. Ava (1060-1127), quien fue la primera mujer que se conoce escribió en alemán, escribió en esta tradición de inspiración religiosa y vivió en los territorios que se encontraban entonces y ahora al interior de los límites de Austria.

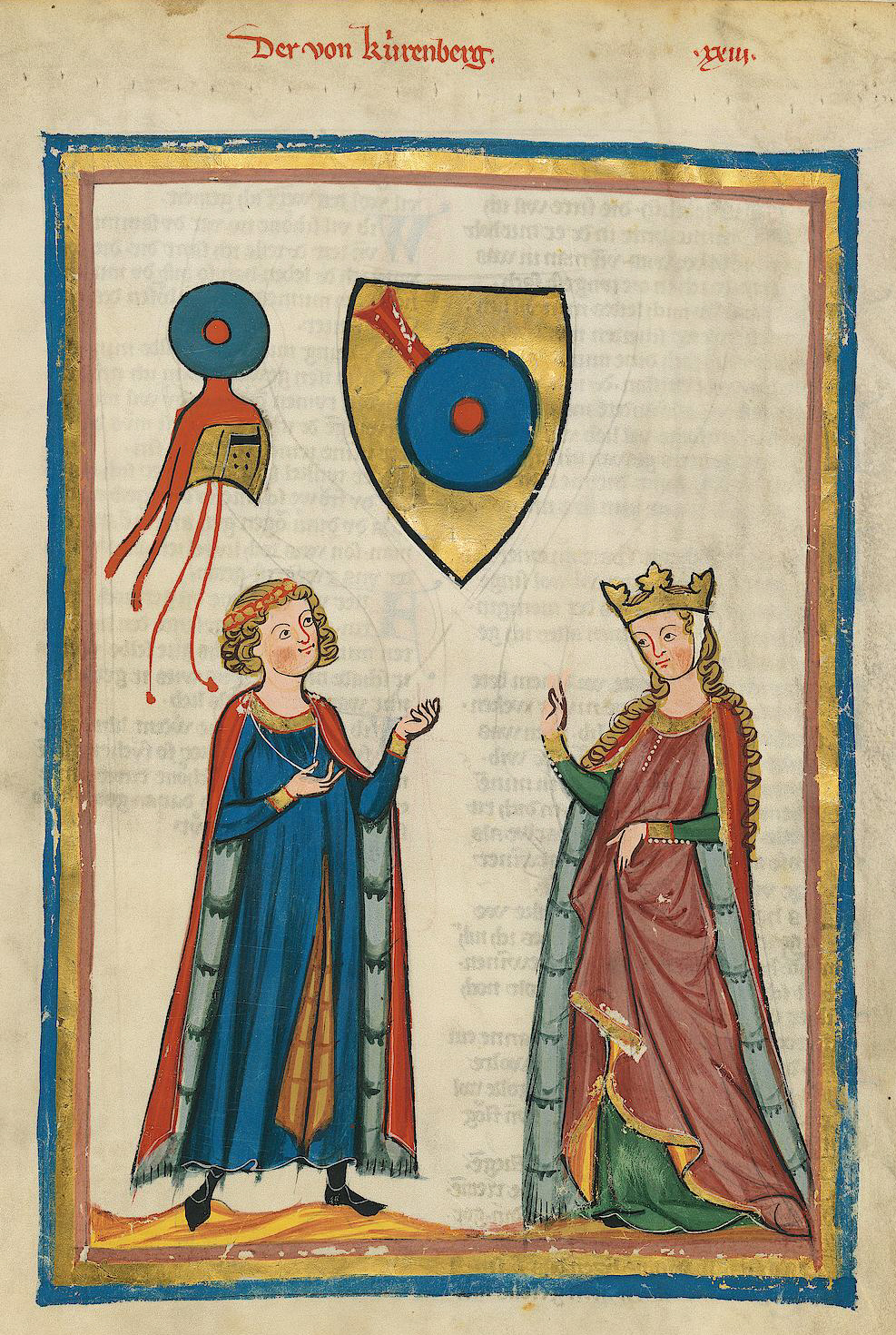
Der von Kürenberg (Codex Manesse,).

#### Baja Edad Media (1170 - 1500)
Con las cruzadas alrededor de 1160, los caballeros se convirtieron en personajes más importantes y prósperos. Los minnesänger (trovadores itinerantes) eran una nueva forma de lidiar con la vida. Los temas de las baladas fueron también más terrenales pasando del amor y la guerra a la crítica política. Alrededor del río Danubio, muchos de estos bardos viajeros traían noticias y nuevas canciones. Los pueblos se iban haciendo ricos e independientes. Los primeros representantes de este movimientos y primeros escritores en alemán conocidos fueron Der von Kürenberg y Dietmar von Aist (siglo XII). 

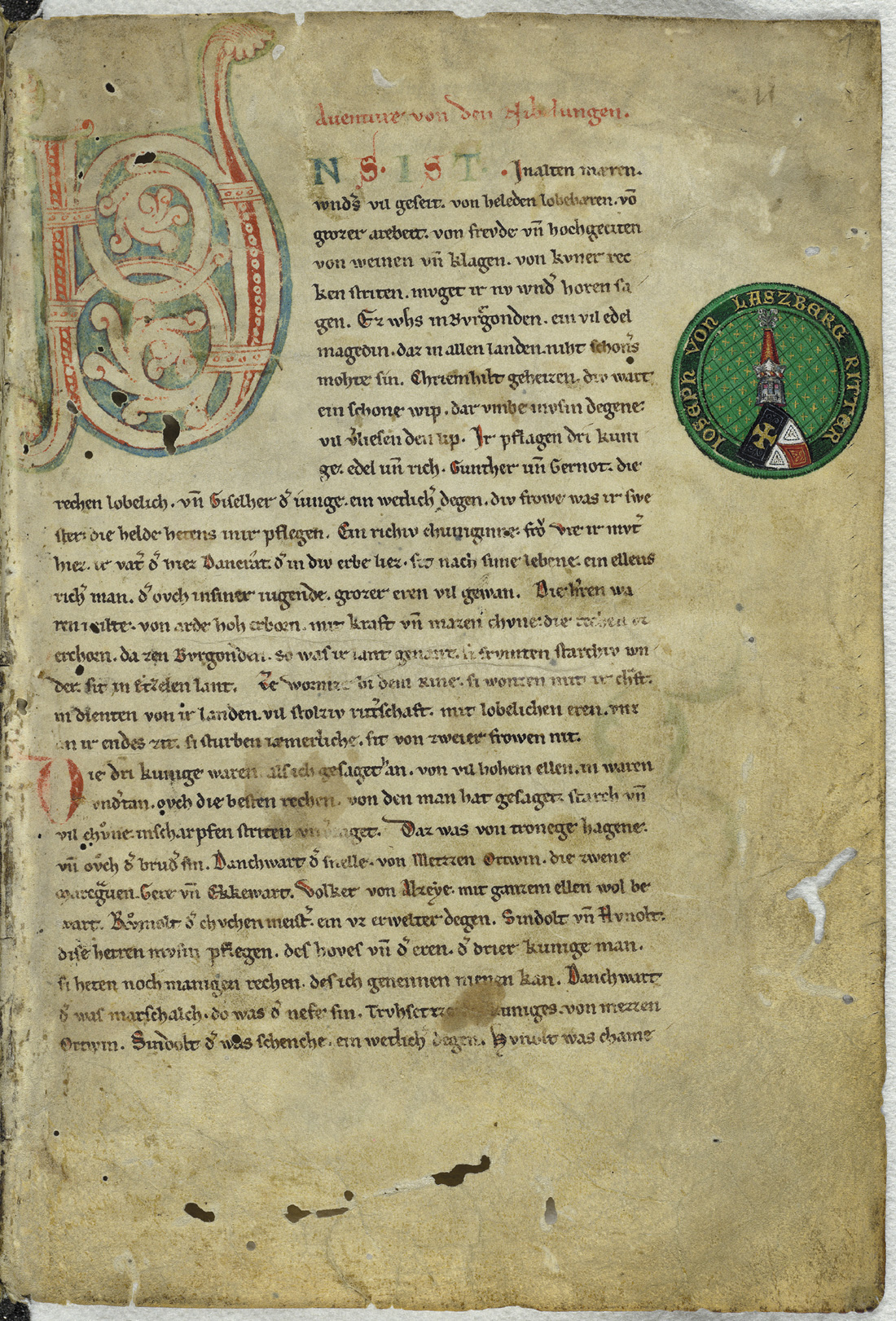
Primera página del manuscrito del Cantar de los nibelungos (ca. 1230).

A fines del siglo XII, surgió una de las obras literarias más importante de esta época, el Cantar de los nibelungos, creado por un trovador desconocido, probablemente, en los territorios de Austria. Como la tradición de minnesänger crecía, los poetas antiguos empezaron a enseñar a los más jóvenes. Probablemente el bardo alemán más conocido Walther von der Vogelweide (siglo XIII) aprendió su oficio de Reinmar von Hagenau en la corte de Viena. Entre otros trovadores conocidos se encuentran Neidhart von Reuental, Jans der Enikel, Ulrich von Liechtenstein y Oswald von Wolkenstein.
En el siglo XII, la sátira también se estaba desarrollando. Seifried Helbling fue un ejemplo de un escritor con obras de este tipo.
Continuando con la tradición de los minnesänger cultivada por los caballeros nobles, en los siglos XIV y XVI prosperó esta práctica a manos de los maestros cantores (meistersänger), pertenecientes principalmente a los gremios de artesanos y comerciantes de clase media. Su centro se encontró más al oeste, en Núremberg. El maestro cantor más famoso fue Hans Sachs (1494–1576), quien dedicó su arte exclusivamente a la causa luterana después de 1530. Mientras que Michael Beheim fue un maestro cantor fuertemente vinculado con la corte de Viena. 
Otra forma que se desarrolló en esta época fue el drama, en especial, se representó regularmente la Pasión de Cristo. Un representante austríaco de la literatura sobre el Grial es Heinrich von dem Türlin quien escribió el poema Diu Crône que tiene alrededor de 30.000 líneas.

### Renacimiento
Alrededor de 1600, el humanismo y su redescubrimiento de las culturas e ideales antiguos se propagaron desde Italia hacia toda Europa. El emperador Maximiliano I de Habsburgo era un gran seguidor de este movimiento, por lo cual logró reunir en torno a su corte en Viena a humanistas tales como Conrad Celtes, el fundador del Collegium Poetarum, o al poeta laureado Vadian (Joachim von Watt) quien escribía en latín. Eleonore de Austria tradujo al alemán la novela de aventura en francés ampliamente leída, Pontus et la belle Sidonie. Grandes figuras de la Iglesia católica en esta época, como Nicolás de Cusa y Pedro Canisio, estuvieron vinculados con la corte austríaca y unos cuantos de sus trabajos estuvieron escritos en alemán.

### Barroco

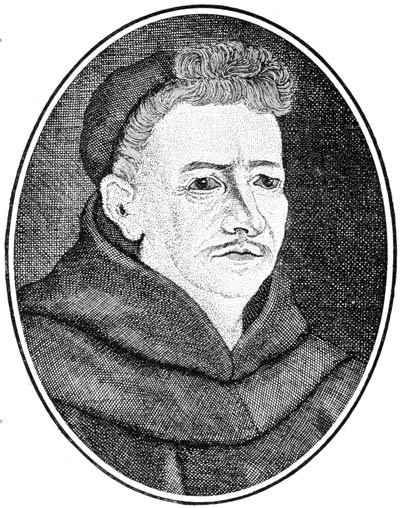
Abraham a Sancta Clara (1644-1709).

La Guerra de los Treinta Años golpeó Europa y los escritores reaccionaron ante este hecho: si bien algunos de ellos se tornaron a Dios, otros escribieron sobre un mundo bello y pacífico al cual podían huir los lectores. Las historias humorísticas (Schelmenromane) brindaban sonrisas a las personas en sufrimiento. Abraham a Sancta Clara (ca. 1650) escribió obras religiosas y cómicas; mientras que Catharina Regina von Greiffenberg (ca. 1650) escribió poemas religiosos en la misma época. 
Como reacción a los movimientos protestantes del Renacimiento, muchas escuelas católicas surgieron en los territorios de Austria. Estas escuelas, dirigidas por la Compañía de Jesús, desarrollaba piezas teatrales y óperas de estilo italiano. El sermón fue un género importante de literatura católica barroca. El monje benedictino Abraham a Sancta Clara fue un predicador notable de la época. Un jesuita, Georg Scherer, es otro ejemplo de un monje cuyos sermones fueron publicados y tenían una amplia audiencia.
Otra forma lírica fueron las piezas teatrales improvisadas denominadas "Hanswurstspiele". Un ejemplo de épica barroca son las novelas caballerescas y las "Schelmenromane" de Johann Beer, que representaban una descripción realista de la situación de la época.

### Ilustración
Con el inicio de la Ilustración alrededor de 1720, la filosofía y la necesidad de literatura para educar a los lectores fueron dos nuevas y fuertes motivaciones para la literatura (Lehrdichtung y Bildungsroman). Aristóteles y su escuela de pensamiento fue revivida. Estas ideas se desarrollaron en los territorios austríacos durante el reinado de María Teresa y de su hijo José II de Habsburgo. En torno a 1790, las ideas de la Ilustración estaban firmemente enraizadas y la cultura clásica grecorromana fueron la inspiración para los poetas, artistas, arquitectos y escritores. La armonía y la belleza fueron algunos de los ideales de la época.
La literatura austríaco también tuvo una gran influencia de la Francmasonería y estuvo fuertemente vinculada con la crítica hacia el clero. Todas estas circunstancias ocasionaro que la literatura empezara a ser más educativa e instructiva. La sátira comenzó a ser uno de los géneros literarios más frecuentemente utilizados.
La vida literaria de la Ilustración se concentró alrededor del almanaque Wienerischer Musen-Almanach, que se empezó a publicar en 1777 (desde 1786 bajo el título Wiener Musen-Almanach) por Joseph Franz von Ratschky y Gottlieb von Leon. Aloys Blumauer fue también su editor desde 1781 e incluso llegó a editar algunas ediciones en solitarios. 

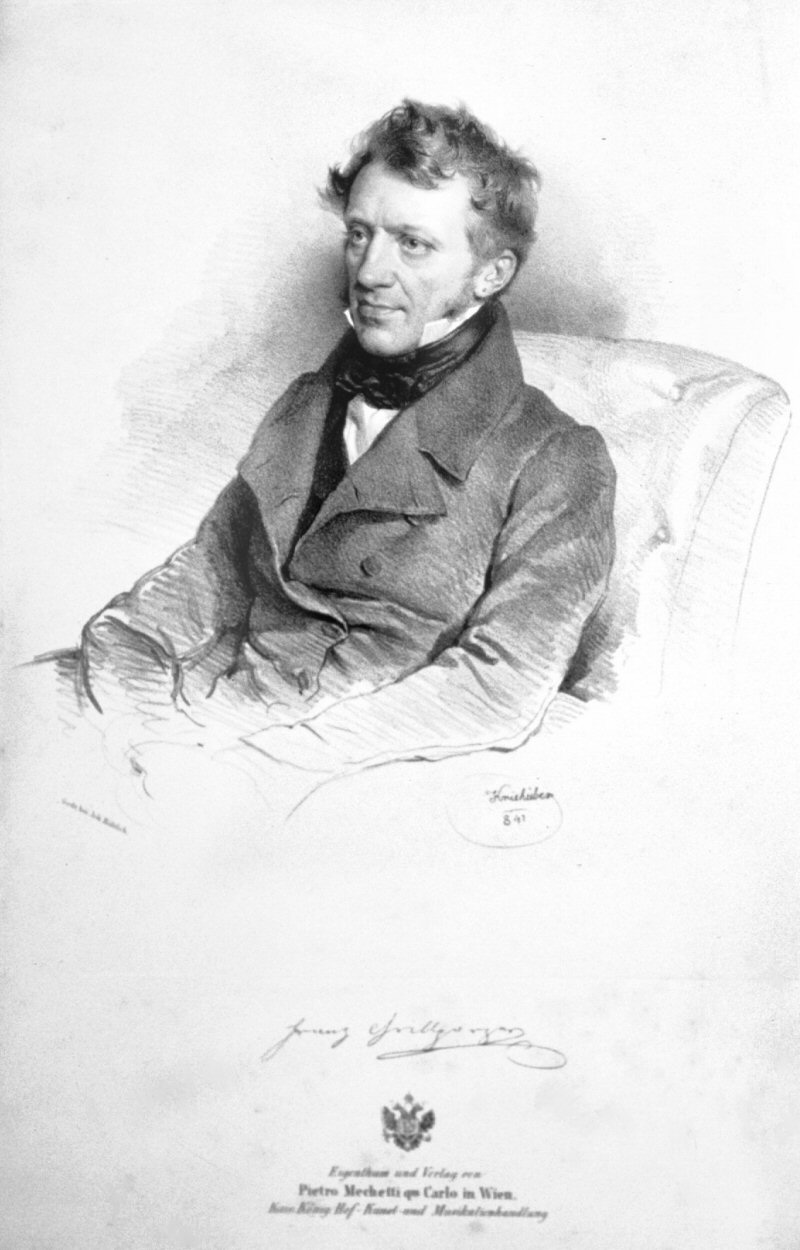
Franz Grillparzer.

Un lugar notable en la literatura austríaca de este período fue Johann Baptist von Alxinger, quien escribió las epopeyas caballerescas Doolin von Maynz (1787) y Bliomberis (1791) que estuvieron inspiradas en la tradición de la francmasonería. Alxinger también escribió poesía sobre la base de ideas anticlericales. Los escritos de Johan Pezzl también tenían un perfil de este tipo: escribió textos épicos y periodísticos. La visión clásica de la poesía promocionada por Joseph Schreyvogel, fuertemente influenciada por autores (por ejemplo, Franz Grillparzer). Schreyvogel mejoró considerablemente la calidad del teatro austríaco, desde su puesto como consejero dramaturgo en el Burgtheater de 1814-1832. Otro dramaturgo importante fue Johann Nepomuk von Kalchberg, pero los temas históricos de sus dramas también recibieron influencia del Romanticismo.

### Primera mitad delsigloXIX
En torno a 1820 en plena era romántica, existieron gran cantidad de obras filosóficas y estéticas, en su mayor parte de escritores provenientes de la nobleza. Con las Guerras Napoleónicas en curso, muchas personas deseaban obras literarias que las llevaran lejos, a un mundo fantástico. Mientras que muchas obras religiosas proveían nuevas esperanzas a las personas. Klemens Maria Hofbauer, Eduard von Bauernfeld y Franz Grillparzer son tres de los escritores influenciados por estos eventos. El escritor alemán Friedrich von Schlegel también vivió y trabajó en Viena alrededor de 1809.

### Biedermeier
El Biedermeier se refiere al estilo en campos tales como la literatura, música, artes visuales y diseño de interiores en el período entre 1815, el fin de las Guerras Napoleónicas y 1848, el año de las Revoluciones, en contraste con el Romanticismo que lo precedió. 
El Biedermeier puede ser identificado con dos tendencias en la historia alemana del siglo XIX temprano: la creciente urbanización e industrialización que llevó al surgimiento de una nueva clase media urbana y la creciente opresión política que siguió al fin de las Guerras Napoleónicas que indujo a las personas a concentrase en temas domésticos y apolíticos (al menos en público). Así, los escritores del Biedermeier procedían mayormente de la clase media, en oposición a los románticos alemanes que provenían en su mayor parte de la nobleza. La reglamentación estricta para la publicación y la censura tuvo como consecuencia que los principales temas no fueran políticos, como novelas históricas o libros sobre la vida tranquila en el campo. Esto no significa que no existiera la discusión política en curso, pero esta sucedía en casa y en la presencia de amigos cercanos. Esta situación explosiva finalmente llevó a las revoluciones en Europa del año 1848.
Entre los poetas de la época en Austria se encuentran Nikolaus Lenau (1802-1850), Adalbert Stifter y Franz Grillparzer. Este último, a menudo, es mencionado como representante del Clasicismo austríaco en literatura. Entre los dramaturgos de la época se encuentran Franz Grillparzer (1791-1872), Friedrich Halm (1806-1871), también un logrado escritor de "Novellen" (novelas e historias cortas), Johann Nepomuk Nestroy (1801-1862) y Ferdinand Raimund (1790-1836). Grillparzer escribió tragedias en la tradición del "Weimarer Klassik", Nestroy y Raimund fueron representantes del Wiener Volksstück.
Charles Sealsfield, seudónimo de Karl Postl, vivió un largo tiempo en Estados Unidos y escribió novelas escenificadas en el Lejano Oeste. Por otra parte, logró escribir sobre Austria y criticó el absolutismo austríaco durante el Biedermeier sin ser reconocido por las autoridades austríacas.

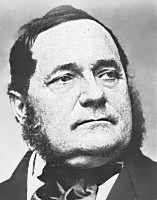
Adalbert Stifter.

El fin del Biedermeier está marcado por las obras de Adalbert Stifter (1805-1868). Su primer trabajo Der Nachsommer fue publicada en 1857, pero es considerada como una de las mejores obras del Biedermeier. Stifter no solo influenció a Peter Rosegger, sino también a escritores alemanes como Ludwig Ganghofer, Paul von Heyse, Gustav Freytag, Ernst Wildenbruch y autores tardíos (el tiempo del "Bürgerlichen Realismus") como Theodor Storm, Theodor Fontane y, por medio de ellos, a Thomas Mann y a Hermann Hesse.

### Realismo
Entre los escritores austríacos del Realismo se pueden mencionar el escritor de novelas cortas Ferdinand von Saar, Marie von Ebner-Eschenbach y el anteriormente mencionado Adalbert Stifter. Marie von Ebner-Eschenbach es conocida por sus novelas psicológicas, así como por su compromiso social. Ferdinand Kürnberger fue un novelista, como Leopold von Sacher-Masoch, que se hizo famoso por su obra La venus de las pieles, pues el comportamiento erótico que describió en ella haría que su apellido Masoch fuera el inspirador de la palabra masoquismo.

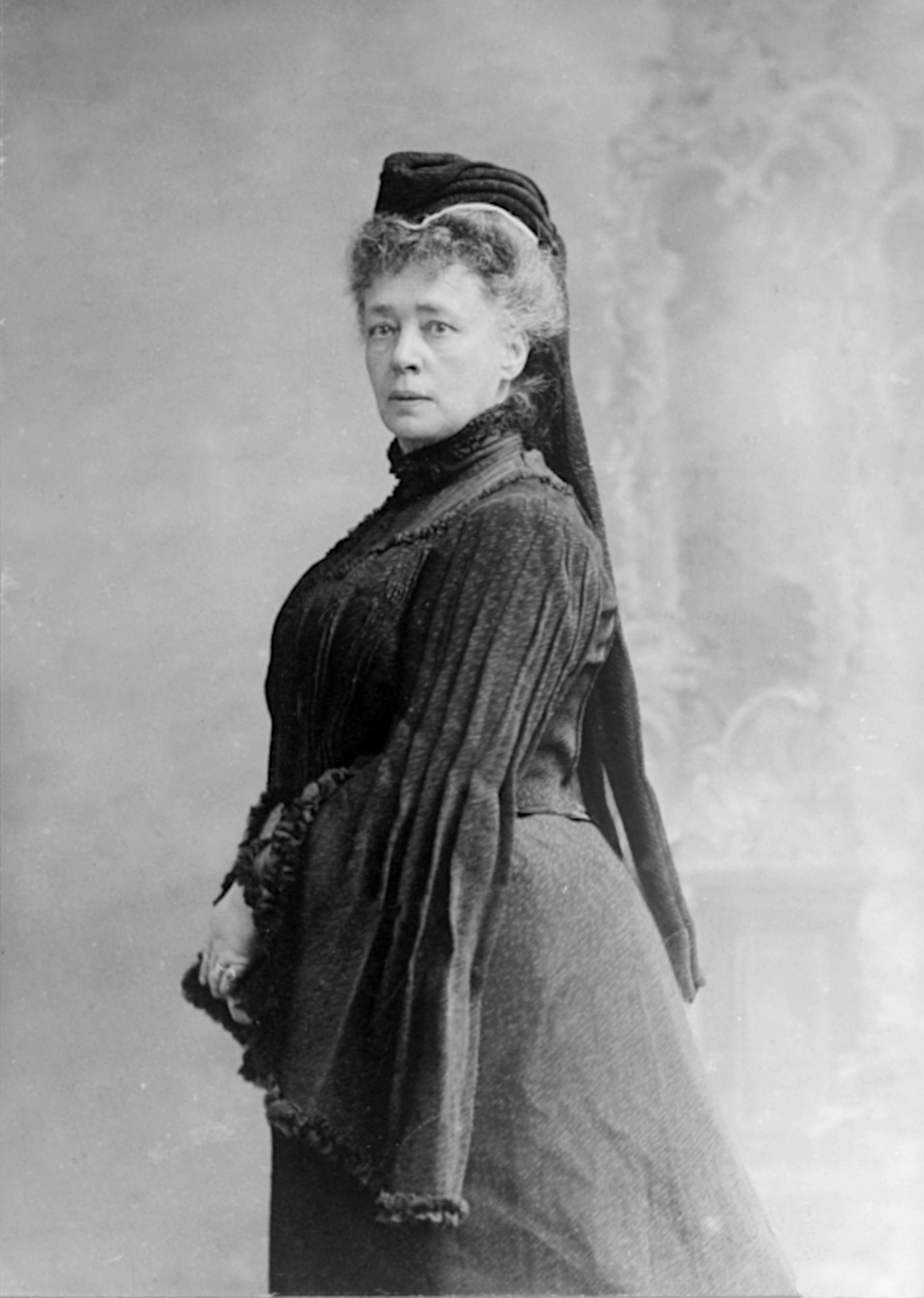
Bertha von Suttner (1906).

Otra escritora destacada de la época fue Bertha von Suttner quien escribió novelas sociales cuya calidad literaria no es usualmente apreciada por críticos literarios y germanistas, pero Suttner recibió el Premio Nobel de la Paz por su novela Die Waffen nieder (¡Abajo las armas!) en 1905.
En Alemania, el Realismo preparó el camino para el Naturalismo, un movimiento literario similar que nunca se desarrolló en Austria. En cambio, en Austria, los sucesores del Realismo fueron el Jugendstil y el Expresionismo.

## sigloXX

### Primera mitad delsigloXX

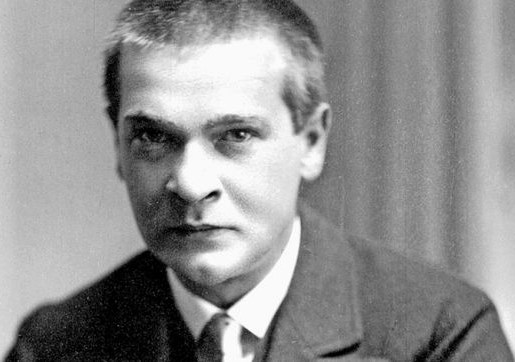
Georg Trakl.

El movimiento del Jugendstil fue básicamente un movimiento cultural de arquitectura y artes decorativas. Por otra parte, el Jugendstil vienés en particular estuvo marcado por la presencia de artistas de todos los ámbitos, por tanto, también compositores y escritores. Los escritores vieneses, tales como Arthur Schnitzler y Stefan Zweig, son a menudo mencionados en este contexto. Arthur Schnitzer puede ser denominado un escritor muy típico de la época: escribió sus obras principales entre 1890 y el fin de la Primera Guerra Mundial, en especial, novelas, historias cortas y piezas de teatro.
Un centro muy importante de la literatura austríaca durante los años 1920 fue Praga, donde se reunían muchos autores germanohablantes, en su mayoría judíos, que no solo dieron impulso a la literatura austríaca, sino incluso a la literatura mundial. Fueron parte importante de la literatura austríaca y su influencia perduró hasta los años 1930. Entre estos autores se encuentran Max Brod, Franz Kafka, el periodista Egon Erwin Kisch, Gustav Meyrink, Robert Musil, Rainer Maria Rilke, Franz Werfel y Oskar Wiener. El expresionismo estuvo representado primordialmente por el poeta Georg Trakl y el dramaturgo y narrador Hugo von Hofmannsthal, ambos originarios de Salzburgo.

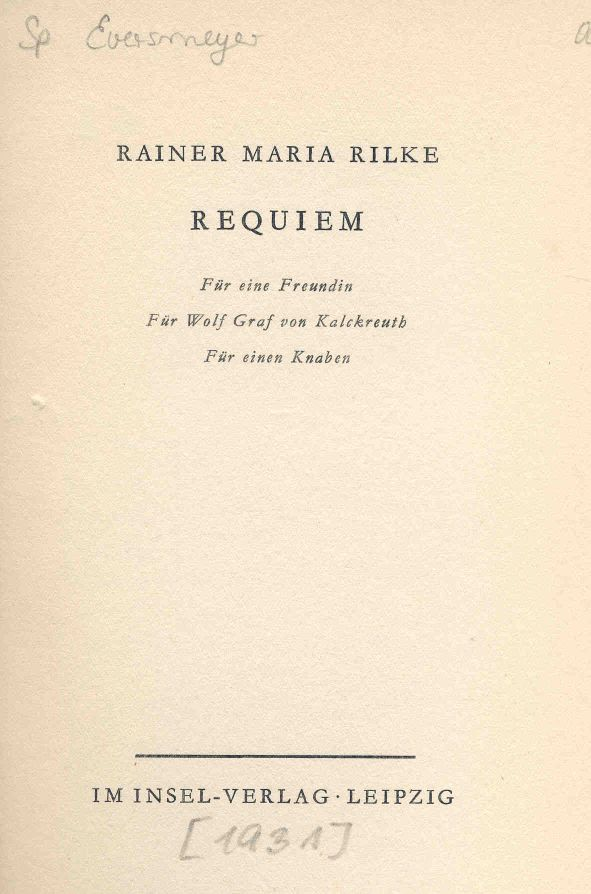
Réquiem de Rainer Maria Rilke.

El fin de la Primera Guerra Mundial redujo a Austria a un pequeño país mayormente germanohablante. Algunos autores austríacos que escribían en alemán optaron por los nuevos países emergentes, como Franz Kafka y Franz Werfel por Checoslovaquia; mientras que otros migraron, como Robert Musil a Berlín y Viena, Rainer Maria Rilke a Viena y París o Elias Canetti a Viena. La ruptura política y el hecho de que esta pequeña Austria germanohablante había perdido buena parte de su territorio, industria y agricultura llevó a la convicción fatal por muchos austríacos de que solo una unión con Alemania sería capaz de salvar al país de una ruina total, una convicción que preparó el camino a la posterior anexión de Austria por Hitler en 1938. Los textos de algunos autores brindan una visión de esta convicción. Así, Robert Musil y Hugo von Hofmannsthal expresaron su punto de vista germano-céntrico, mientras que otros, como Stefan Zweig y Franz Werfel, defendieron a Austria y la tradición y cultura austríaca.
El período de entreguerras dio lugar a una literatura muy rica en Austria. Robert Musil escribió la famosa novela El hombre sin atributos; Stefan Zweig publicó una multitud de ensayos, historias y novelas; Karl Kraus editó la revista Die Fackel (La antorcha), para la que escribió casi todos los artículos; Franz Werfel escribió algunas de sus mejores novelas, como Los cuarenta días de Musa Dagh que narra la tragedia armenia de 1915; y, tras la muerte de Franz Kafka, su amigo de toda la vida Max Brod comenzó a publicar las novelas inacabadas de Kafka. El posterior Premio Nobel de Literatura, Elias Canetti estudió y vivió en Viena, donde escribió su única novela, Auto de fe y, antes del Anschluss, huyó a Inglaterra. En analogía a la Kakania (del anagrama k. u. k., i.e. monarquía "imperial y real" hasta 1918) de Robert Musil, Fritz von Herzmanovsky-Orlando produjo Tarockania por los misteriosos personajes de sus novelas e historias humorísticas.

### Austrofascismo y dictadura nazi
El Austrofascismo católico y conservador llegó al poder tras la Guerra civil austríaca y revitalizó la censura. La literatura austríaca de esta época recibió una gran influencia del ascenso al poder nazi en Alemania en 1933. En este año, se produjo una división al interior de la asociación de escritores PEN en la conferencia que tuvo lugar en Dubrovnik. Sus miembros discutieron una protesta oficial contra la persecución de escritores y la quema de libros por parte de los nazis. Como consecuencia, la delegación alemana abandonó la conferencia y refirió al principio de la organización de no intervenir en la política. Algunos miembros de la delegación austríaca se solidarizaron con los alemanes, mientras que otros apoyaron la resolución. Esta división continuó después en Viena y llevó a una separación de los autores liberales y "nacionalistas alemanes"; estos últimos dejaron el PEN Club austríaco y alabaron a Hitler y a su anexión de Austria. La Alemania Nazi observó los eventos con cautela y boicoteó inmediatamente a los autores alemanes, quienes no podían publicar en Alemania, con lo que perdieron a la mayor parte de sus lectores. Tras la anexión, estos autores fueron perseguidos, así como sus contrapartes alemanas lo habían sido desde años antes, y muchos de ellos, especialmente los judíos, fueron asesinados o forzados a emigrar.

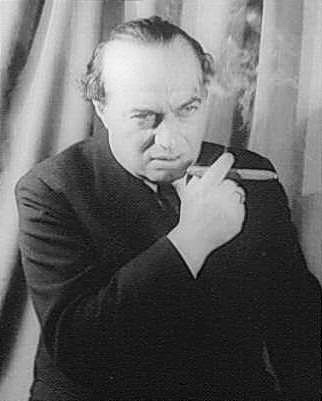
Franz Werfel falleció en el exilio en Estados Unidos en 1945.

Stefan Zweig huyó a Brasil, Franz Werfel escapó a Estados Unidos junto con el escritor alemán Heinrich Mann, Elias Canetti lo hizo a Inglaterra. Otros, como Jura Soyfer, fueron asesinados por los nazis. En 2007, se publicó una antología de poesía austríaca en el exilio titulada In welcher Sprache träumen Sie? (¿En cuál lengua sueñan?). Los editores presentaron a 278 autores, cuyos nombres en muchos casos habían sido destruidos. Los mejor conocidos de entre ellos fueron Ilse Aichinger, Franz Theodor Csokor, Albert Drach, Albert Paris Gütersloh, Hermann Hakel, Theodor Kramer, Josef Luitpold Stern, Felix Pollak, Paula von Preradović, Joseph Roth, Hilde Spiel, Wilhelm Szabo, Hans Weigel y Stefan Zweig.
Durante la dictadura nazi que había destruido prácticamente el Estado austríaco, el PEN Club austríaco se exilió en Londres y continuó su trabajo en Austria recién en 1946. Hasta 1973, el PEN Club fue la única organización de escritores austríaca de importancia.

### Grupo de Viena
La literatura posterior a la Segunda Guerra Mundial combinó movimientos muy diferentes. Mientras algunos autores estaban en busca de reorientación, como fueron los casos de Ilse Aichinger, Ingeborg Bachmann, Alexander Lernet-Holenia, Heimito von Doderer, Gerhard Fritsch y Hans Lebert, otros regresaron de los campos de concentración, como Jean Améry, de ex territorios austríacos, como Rose Ausländer y Paul Celan, o del exilio, como Hans Weigel y Friedrich Torberg, mientras que otros no volvieron del exilio, como Hermann Broch o Franz Werfel. Por otra parte, algunos escritores "ex nazis" mantuvieron sus posiciones como Max Mell, Franz Nabl y Karl Heinrich Waggerl. Este último y otros escritores católicos comenzaron a formar un bloque muy conservador al interior de la escena literaria austríaca. Por medio del PEN Club austríaco, parece que incluso controlaron los subsidios estatales para la literatura, así como los premios literarios hasta los años 1970.
Algunos autores austríacos tuvieron buenas relaciones con el Grupo 47, con base en Alemania, o fueron miembros del mismo; entre ellos se puede mencionar a Ilse Aichinger (quien publicó la novela La mayor esperanza) y la poetisa y narradora Ingeborg Bachmann, ambas premiadas con el Premio de Literatura del Grupo 74. Otros miembros austríacos del Grupo 47 fueron Paul Celan y Erich Fried. Mientras Celan, tras algún tiempo en Viena, fue a vivir a París, Fried se trasladó a Berlín. 
En 1954, el Grupo de Viena (Wiener Gruppe) fue formado por H. C. Artmann, Friedrich Achleitner, Konrad Bayer, Gerhard Rühm, Oswald Wiener, Ernst Jandl y Friederike Mayröcker.
Hans Lebert escribió la novela Wolfshaut (Piel de lobo), en la que describió un pueblo ficticio llamado Schweigen (Silencio), una alegoría para el silencio de muchos austríacos tras la dictadura nazi quienes pretendieron no saber nada sobre lo que había pasado en su país.
Por su parte, Heimito von Doderer publicó en varios volúmenes sus memorias de la guerra; sin embargo, fue más conocido por sus novelas, las cuales diseñó meticulosamente, como, por ejemplo, Las escaleras de Strudlhof, Los Demonios, Las cataratas deSlunj, y Los merovingios. Doderer influenció a muchos otros autores con su arte novelístico, como en el caso de Robert Schindel.

## Premios Nobel de Literatura
En 1981, Elias Canetti (1905-1994) recibió el Premio Nobel de Literatura. Si bien su lugar de nacimiento (Ruse) corresponde actualmente a Bulgaria, pasó mucho tiempo, especialmente en el período de entreguerras, en Viena, donde escribió todos sus libros en alemán. Tras su emigración forzada a Londres, se convirtió en súbdito británico. Los últimos años de su vida, vivió en Zúrich, Suiza. Sus obras más importantes son la novela Auto de fe (1936), su ensayo antropológico Masa y poder (1960) y su vasto Diario. Sus tres volúmenes de memorias brindan un amplio panorama de la sociedad austríaca antes de la Segunda Guerra Mundial y describe los contactos del autor al interior de la escena literaria.

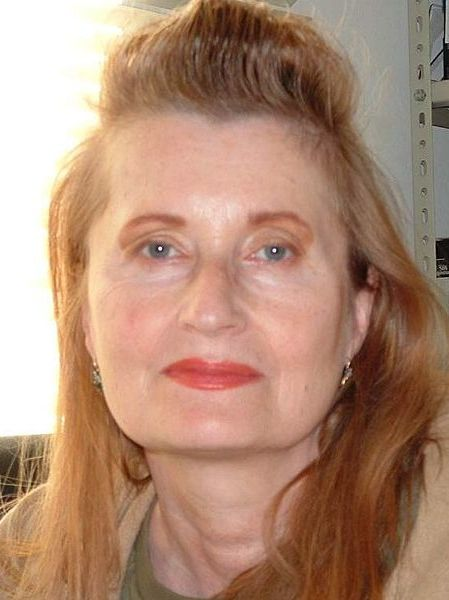
Elfriede Jelinek.

En 2004, Elfriede Jelinek (*1946) recibió el Premio Nobel de Literatura. Sus obras comprenden novelas tales como La profesora de piano, Lujuria y Los niños de los muertos; así como piezas de teatro, como Clara S., Burgtheater y Bambiland. Aunque en los años 1960, comenzó a escribir poesía y relatos.